# Sportvereniging Dynamo 2020-2021
Questa voce raccoglie le informazioni riguardanti la Sportvereniging Dynamo nelle competizioni ufficiali della stagione 2020-2021.

## Organigramma societario
Area direttiva
- Presidente: Arjan Oudbier

Area tecnica
- Allenatore: Redbad Strikwerda

## Rosa
| N° | Nome               | Ruolo | Data di nascita   | Nazionalità sportiva |
| -- | ------------------ | ----- | ----------------- | -------------------- |
| 2  | Jeroen Rauwerdink  | S     | 13 settembre 1985 | Paesi Bassi          |
| 3  | Joris Berkhout     | P     | 2 ottobre 1999    | Paesi Bassi          |
| 5  | Sjors Tijhuis      | C     | 31 dicembre 2000  | Paesi Bassi          |
| 6  | Nico Manenschijn   | O     | 6 dicembre 1994   | Paesi Bassi          |
| 7  | Frits van Gestel   | S     | 8 dicembre 1992   | Paesi Bassi          |
| 8  | Freek de Weijer    | P     | 30 ottobre 1995   | Paesi Bassi          |
| 9  | Ricardo Hofman     | S     | 17 luglio 1998    | Paesi Bassi          |
| 10 | Maikel van Zeist   | C     | 16 settembre 1994 | Paesi Bassi          |
| 14 | Wessel Blom        | S     | 5 luglio 1993     | Paesi Bassi          |
| 15 | Sjoerd Hoogendoorn | O     | 17 febbraio 1991  | Paesi Bassi          |
| 16 | Mats Kruiswijk     | L     | 12 dicembre 1989  | Paesi Bassi          |
| 19 | Stijn de Ruijter   | O     | 7 marzo 2003      | Paesi Bassi          |
| 20 | Jeffrey Klok       | L     | 29 ottobre 1998   | Paesi Bassi          |
| 21 | Nathan Fullerton   | O     | 20 agosto 1997    | Inghilterra          |

## Statistiche

### Statistiche di squadra
| Competizione          | Punti | In casa | In casa | In casa | In trasferta | In trasferta | In trasferta | Totale | Totale | Totale |
| Competizione          | Punti | G       | V       | P       | G            | V            | P            | G      | V      | P      |
| --------------------- | ----- | ------- | ------- | ------- | ------------ | ------------ | ------------ | ------ | ------ | ------ |
| Eredivisie            | 26/16 | 9       | 8       | 1       | 8            | 7            | 1            | 17     | 15     | 2      |
| Coppa dei Paesi Bassi | -     | 0       | 0       | 0       | 2            | 2            | 0            | 3      | 2      | 1      |
| Supercoppa olandese   | -     | -       | -       | -       | -            | -            | -            | 1      | 0      | 1      |
| Champions League      | 3     | 0       | 0       | 0       | 0            | 0            | 0            | 2      | 1      | 1      |
| Coppa CEV             | -     | -       | -       | -       | -            | -            | -            | -      | -      | -      |
| Totale                | -     | 9       | 8       | 1       | 10           | 9            | 1            | 23     | 18     | 5      |

### Statistiche dei giocatori
| Giocatore      | Champions League | Champions League | Champions League | Champions League | Champions League | Coppa CEV | Coppa CEV | Coppa CEV | Coppa CEV | Coppa CEV |
| Giocatore      | P                | PT               | AV               | MV               | BV               | P         | PT        | AV        | MV        | BV        |
| -------------- | ---------------- | ---------------- | ---------------- | ---------------- | ---------------- | --------- | --------- | --------- | --------- | --------- |
| J. Berkhout    | 2                | 1                | 0                | 0                | 1                | -         | -         | -         | -         | -         |
| W. Blom        | 2                | 8                | 7                | 1                | 0                | -         | -         | -         | -         | -         |
| S. de Ruijter  | -                | -                | -                | -                | -                | -         | -         | -         | -         | -         |
| F. de Weijer   | 2                | 2                | 1                | 1                | 0                | -         | -         | -         | -         | -         |
| N. Fullerton   | 2                | 1                | 1                | 0                | 0                | -         | -         | -         | -         | -         |
| R. Hofman      | 1                | 0                | 0                | 0                | 0                | -         | -         | -         | -         | -         |
| S. Hoogendoorn | 2                | 20               | 18               | 1                | 1                | -         | -         | -         | -         | -         |
| J. Klok        | 2                | 0                | 0                | 0                | 0                | -         | -         | -         | -         | -         |
| M. Kruiswijk   | 1                | 0                | 0                | 0                | 0                | -         | -         | -         | -         | -         |
| N. Manenschijn | 2                | 11               | 9                | 1                | 1                | -         | -         | -         | -         | -         |
| J. Rauwerdink  | 2                | 18               | 13               | 3                | 2                | -         | -         | -         | -         | -         |
| S. Tijhuis     | -                | -                | -                | -                | -                | -         | -         | -         | -         | -         |
| F. van Gestel  | 2                | 5                | 4                | 0                | 1                | -         | -         | -         | -         | -         |
| M. van Zeist   | 2                | 14               | 11               | 2                | 1                | -         | -         | -         | -         | -         |

P = presenze; PT = punti totali; AV = attacchi vincenti; MV = muri vincenti; BV = battute vincenti

NB: Non sono disponibili i dati relativi alla Eredivisie, alla Coppa dei Paesi Bassi e alla Supercoppa olandese